# Cua de ventall perlat
El cua de ventall perlat (Rhipidura perlata) és un ocell de la família dels ripidúrids (Rhipiduridae).

## Hàbitat i distribució
Habita els boscos del sud-oest de Tailàndia, Malaca Sumatra i Borneo.